# Pedro Mañach
Pedro Mañach, né en 1870 à Barcelone en Espagne et mort vers 1940, est un marchand d'art espagnol. Il rencontre Pablo Picasso dans les années 1900, au début de la carrière de celui-ci, et devient son premier marchand. Picasso réalise en 1901 son portrait intitulé Petrus Mañach.

## Biographie
Pedro Mañach est un industriel d'origine catalane qui à la fin du XIXe siècle décide de s'intéresser à la peinture. En 1900, il fait la rencontre du jeune Pablo Picasso chez qui il détecte immédiatement le talent : il lui établit un contrat et une rente de 150 francs par mois pour l'exclusivité de ses œuvres permettant à Picasso de subvenir à ses besoins lors de son arrivée à Paris et ne plus être dépendant de son ami Carles Casagemas qui alors l'aide financièrement. Mañach introduit le peintre auprès de Berthe Weill qui vend aussitôt les premières œuvres de l'artiste à Paris. Mañach devient ainsi le premier courtier de Picasso et lui propose, lors de son second séjour à Paris, au printemps 1901, d'occuper pendant quelques mois une pièce de son propre appartement situé au 130, boulevard de Clichy. Il organise plusieurs expositions majeures de la période bleue de Picasso avec Berthe Weill. Il lui également fait rencontrer en juin 1901 le marchand Ambroise Vollard qui permettra à Picasso de réellement lancer sa carrière. La relation avec son premier marchand perdura néanmoins jusqu'à la fin de sa carrière.
Pedro Mañach était soupçonné d'être un anarchiste et était à ce titre surveillé par la police française dès son installation à Paris. Le fait que Picasso l'ait fréquenté suffit à le faire cataloguer lui-même comme anarchiste.